# Tony Brise
Anthony Brise, dit Tony Brise, né le 28 mars 1952 à Erith (Angleterre) et mort le 29 novembre 1975 à Arkley, Angleterre, est un pilote automobile britannique. Il a pris le départ de dix Grands Prix de Formule 1 au cours de la saison 1975 et a inscrit 1 point en championnat du monde. Auteur d'un prometteur début de carrière, il trouve la mort dans un accident d'avion au cours duquel son employeur Graham Hill est également tué.

## Biographie
Champion d'Angleterre de karting en 1969, Tony Brise commence sa carrière en sport automobile l'année suivante, par la Formule Ford. Après un passage victorieux en F3 britannique (titré dans deux des trois championnats 1973), puis en Formule Atlantic, il accède à la Formule 1 en 1975 au sein de l'écurie Williams, à l'occasion du Grand Prix d'Espagne où il remplace ponctuellement le Français Jacques Laffite. La course est prématurément interrompue par le grave accident (dû à une rupture d'aileron) du pilote Embassy-Hill Rolf Stommelen, lequel provoque la mort de cinq spectateurs. Brise trouve quand même le temps d'impressionner Graham Hill, directeur de l'écurie Embassy-Hill : en effet, pour sa première course au sein de l'élite, il termine septième alors qu'il ne s'élançait que de la dix-huitième place sur la grille de départ.

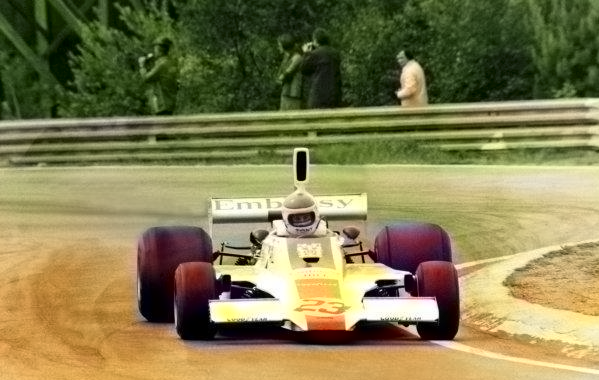
Tony Brise au Grand Prix automobile de Belgique 1975.

Lors de ses premiers tours de roues sur la Hill GH1, il fait preuve d'une remarquable pointe de vitesse qui finit de convaincre Hill de le titulariser au sein de son écurie Embassy-Hill, d'autant plus que le pilote titulaire, Rolf Stommelen, doit être temporairement remplacé.
Si Brise décroche une belle septième place sur la grille, il est contraint à l'abandon sur rupture mécanique pour son premier Grand Prix chez Hill, en Belgique. Mais dès le Grand Prix suivant, en Suède, Brise termine sixième et marque son unique point en Formule 1. Il se classe ensuite septième aux Grand Prix de France et des Pays-Bas et réussit par ailleurs plusieurs coups d'éclat en qualifications.

## Décès
Le 29 novembre 1975, l'écurie Hill rentre d'essais privés sur le circuit du Castellet dans le Var. En compagnie de plusieurs membres de son équipe, Brise monte à bord du Piper Aztec que pilote Graham Hill. Mais le double champion du monde de Formule 1, piégé par le brouillard qui recouvre l'Angleterre, rate son atterrissage, et l'avion s'écrase dans un bois. Tous les passagers, y compris Hill et Brise, sont tués sur le coup.

## Résultats en championnat du monde de Formule 1
| Saison | Écurie                                                     | Châssis | Moteur      | Pneus    | GP disputés | Points inscrits | Classement |
| ------ | ---------------------------------------------------------- | ------- | ----------- | -------- | ----------- | --------------- | ---------- |
| 1975   | Frank Williams Racing Cars Embassy Racing with Graham Hill | FW GH1  | Cosworth V8 | Goodyear | 10          | 1               | 19e        |